# 26587 Arthurstorbo
26587 Arthurstorbo è un asteroide della fascia principale. Scoperto nel 2000, presenta un'orbita caratterizzata da un semiasse maggiore pari a 2,7401728 au e da un'eccentricità di 0,0910582, inclinata di 9,93175° rispetto all'eclittica.